# Marat Alexandrowitsch Gelman

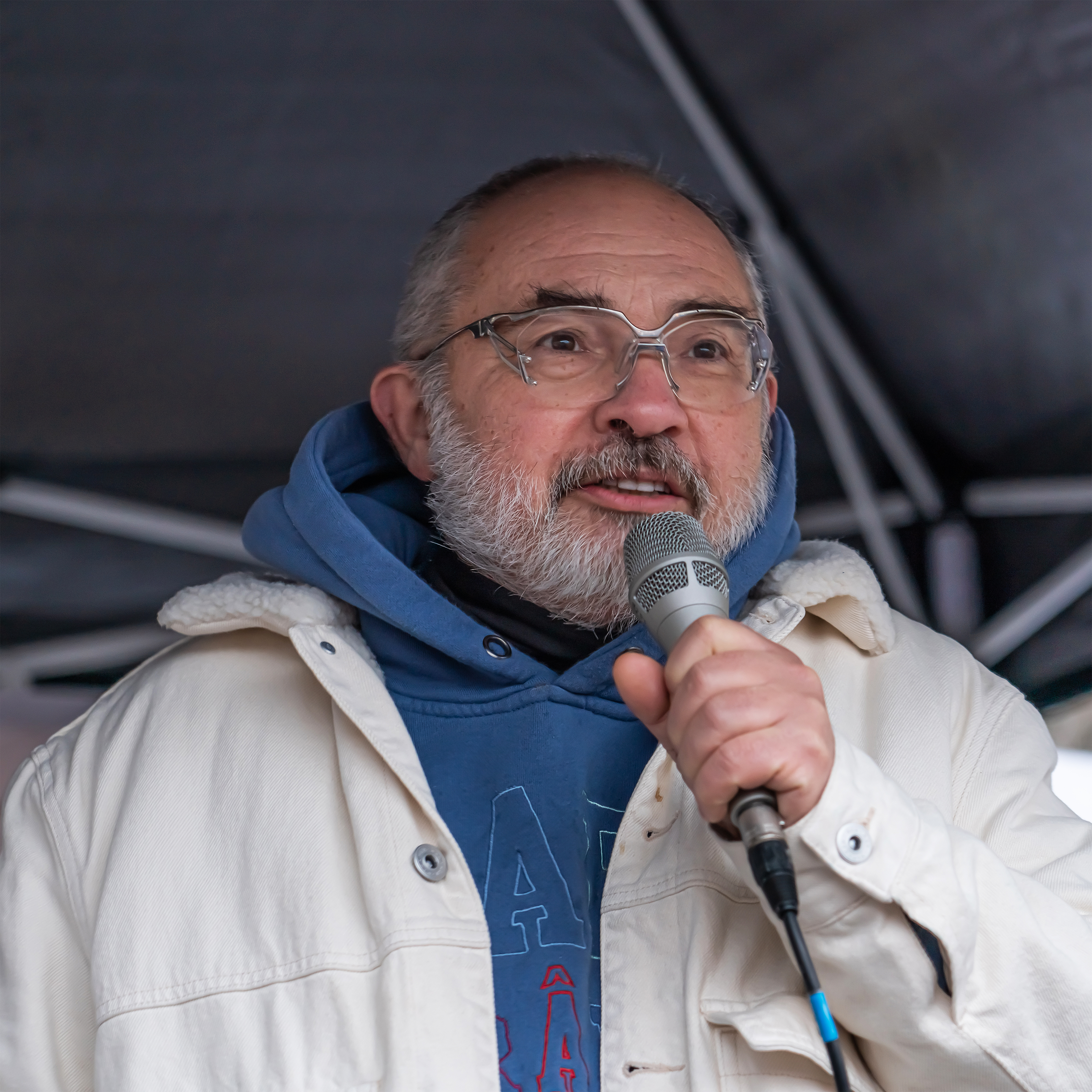
Marat Gelman im Jahr 2023

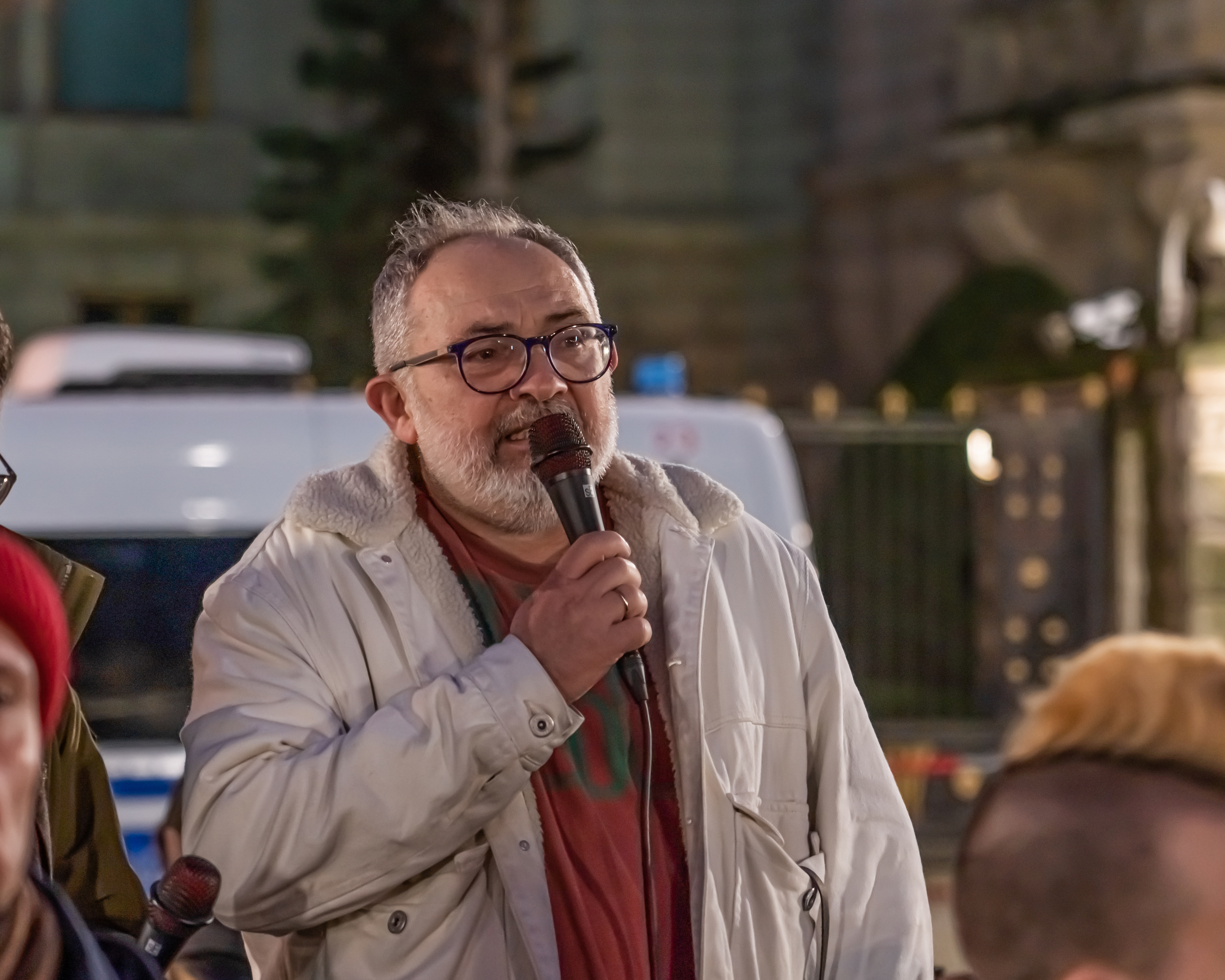
Gelman spricht am 16. Februar 2024 bei einer spontanen Kundgebung gegenüber der Russischen Botschaft in Berlin, anlässlich der Stunden zuvor bekannt gewordenen Ermordung von Alexei Nawalny, mit dem er nach eigenen Worten befreundet war

Marat Alexandrowitsch Gelman (russisch Марат Александрович Гельман, auch bekannt unter der Transkription Marat Guelman; * 24. Dezember 1960 in Chișinău, Moldauische SSR) ist ein russisch-israelischer Galerist.

## Leben
Gelman wurde in Chișinău geboren, sein Vater ist der Theaterautor Alexander Gelman. Er studierte in Moskau am Elektrotechnischen Institut für Fernmeldewesen, nach Abschluss seines Studiums 1983 ging er zurück nach Chișinău und war dort als Laborleiter und Ingenieur tätig. Bereits zu dieser Zeit begann er Kunst zu sammeln und organisierte private Ausstellungen. 1990 kehrte Gelman nach Moskau zurück und gründete dort die erste private Galerie für Gegenwartskunst in der Sowjetunion bzw. in Russland.
Zusammen mit Gleb Pawlowski gründete Gelman 1995 die Organisation Фонд эффективной политики (Stiftung für effektive Politik), die sich als „Institut für Meinungsforschung und Wahlkampfmanagement“ bezeichnete. Die Stiftung war maßgeblich an der Entwicklung und der Durchführung verschiedener Wahlkampagnen in Russland beteiligt. Ihrem Wirken wird ein großer Anteil am Sieg von Boris Jelzin im Präsidentschaftswahlkampf 1996 zugeschrieben und auch zum Wahlsieg von Wladimir Putin bei den Präsidentschaftswahlen 2000 soll die Stiftung entscheidend beigetragen haben, die Gründung der kurzlebigen linksnationalistischen Partei Rodina soll ebenfalls auf eine Initiative dieser Organisation zurückgehen. 2002 zog sich Gelman aus der russischen Politik zurück und war bis 2004 in leitender Position beim staatlichen Fernsehsender Perwy kanal tätig, anschließend konzentrierte er sich überwiegend auf seine Arbeit als Galerist und Kunsthändler, wobei seine Galerie zu den namhaftesten für zeitgenössische Kunst in Russland gezählt wird.
Gelman betrieb von 2001 bis 2004 auch eine Galerie in der ukrainischen Hauptstadt Kiew. Dort entwarf er eine Imagekampagne für den Premierminister Wiktor Janukowitsch.
In seiner Moskauer Galerie hat Gelman auch Werke von umstrittenen Aktionskünstlern wie Oleg Kulik oder Alexander Brener oder der Gruppe „Die blauen Nasen“ ausgestellt bzw. diesen Künstlern Raum für ihre Aktionen gegeben. Im Oktober 2006 drangen maskierte Männer in die Räume der Galerie ein und zerstörten die dort ausgestellten Werke des Künstlers Alexander Dschikija. Gelman wurde bei diesem Angriff verletzt.
Gelmans Person und sein Wirken werden in Russland widersprüchlich wahrgenommen bzw. unterschiedlich bewertet. Einerseits beteiligt er sich an von der Regierung initiierten Projekten wie dem Innovationszentrum Skolkowo. Andererseits hat er immer wieder die Politik der russischen Regierung kritisiert, so zum Beispiel in Zusammenhang mit dem Strafprozess gegen die Band Pussy Riot. Zeitweise gehörte er der Gesellschaftlichen Kammer Russlands an, nach öffentlicher Kritik an der russischen Kulturpolitik wurde er nicht mehr für eine Mitgliedschaft in dieser Kammer nominiert. Von 2008 bis Juni 2013 leitete Gelman in der Stadt Perm das Museum für zeitgenössische Kunst (Музей современного искусства) PERMM. Die dort ausgestellten Kunstwerke und insbesondere die im öffentlichen Raum der Stadt aufgestellten Skulpturen führten zu kontroversen Debatten, nach einigen umstrittenen Ausstellungen wurde Gelman im Juni 2013 als Direktor des Museums entlassen. 2014 emigrierte er nach Montenegro, wo er 2018 das Forum SlovoNovo gründete.
Am 30. Dezember 2021 wurde Gelman auf die Liste der „ausländischen Agenten“ gesetzt.